# Pôle hospitalier d'activité
 (signalé en juin 2025).
Si vous disposez d'ouvrages ou d'articles de référence ou si vous connaissez des sites web de qualité traitant du thème abordé ici, merci de compléter l'article en donnant les références utiles à sa vérifiabilité et en les liant à la section « Notes et références ».
- Archive Wikiwix
- Bing
- Cairn
- DuckDuckGo
- E. Universalis
- Gallica
- Google
- G. Books
- G. News
- G. Scholar
- Persée
- Qwant
- (zh) Baidu
- (ru) Yandex
- (wd) trouver des œuvres sur Wikidata

Selon le plan hôpital 2007, les services hospitaliers se regroupent en pôles d'activité.
L’objectif est à la fois de faciliter le séjour ou le parcours du patient dans l’hôpital, en lui évitant de passer de service en service, de mutualiser les moyens mis en œuvre et d’associer les personnels soignants à la gestion des établissements publics de santé (EPS).
Jusque-là, l’activité de soins s’organisait autour des services, eux-mêmes définis par un ou plusieurs organes – cardiologie (cœur), hépatologie (foie, pancréas), pneumologie (poumon), etc. – ou bien par une ou plusieurs fonctions : gastro-entérologie (système digestif), orthopédie (squelette), rhumatologie (articulations).
La « Nouvelle gouvernance hospitalière » réunit les services par cohérence de pathologies dont les patients peuvent souffrir. Plusieurs approches sont possibles suivant que l'on penche vers une logique d'organe ou une logique de prise en charge du patient.
Un pôle « cœur/poumon » peut ainsi rassembler les services de cardiologie et de pneumologie ; un pôle « tête/cou » peut regrouper les services d’oto-rhino-laryngologie et de stomatologie.
On trouve le plus fréquemment un pôle de médecine regroupant les services de cardiologie, néphrologie, oncologie, etc., ou un pôle de chirurgie avec les services de chirurgie viscérale, cardiaque, etc., ou un pôle de biologie regroupant les laboratoires.